# Dödsmatchen
Dödsmatchen (engelska: The Blood of Heroes, även känd som The Salute of the Jugger) är en amerikansk-australiensisk långfilm från 1989 i regi av David Webb Peoples, med Rutger Hauer, Delroy Lindo, Anna Katarina och Vincent D'Onofrio i rollerna.
Filmen har gett upphov till sporten jugger som vuxit fram i Tyskland och Australien.

## Handling
Det är en dystopisk framtid där krig har lämnat jorden svedd och hård. Den enda glädjen folk har är en sport, känd som "The Game". Kringresande lag utmanar städers lag i sporten, vinner de får de prispengar. "The Game" spelas av fem spelare i varje lag som försöker placera en hundskalle på motståndarens målpinne. En obeväpnad spelare springer med skallen medan hans lagkamrater försöker skydda honom.
Alla lever dock inte det hårda livet på ytan. Under marken finns nio städer med överlägsen rikedom som har sin egen liga, The League. Målet för varje kringresande band av spelare är att bli bra nog att ta kunna ta sin plats i ligan. Sallow (Rutger Hauer) har tidigare spelat i ligan men blev utsparkad. Nu leder han ett lag bestående av Dog-Boy (Justin Monjo), Mbulu (Delroy Lindo), Big Cimber (Anna Katarina) och Young Gar (Vincent D'Onofrio). Efter att de plockat upp spelaren Kidda (Joan Chen) blir Sallow övertygad av henne och Gar att försöka leda laget in i ligan.

## Rollista
| Rutger Hauer      | – Sallow       |
| Delroy Lindo      | – Mbulu        |
| Anna Katarina     | – Big Cimber   |
| Vincent D'Onofrio | – Young Gar    |
| Gandhi MacIntyre  | – Gandhi       |
| Justin Monjo      | – Dog Boy      |
| Aaron Martin      | – Samchin Boy  |
| Joan Chen         | – Kidda        |
| Casey Huang       | – Kiddas pappa |

## Produktion
Filmen spelades in i South Australia i Australien.